# Даниловка (муниципальное образование город Алексин)
Даниловка — деревня Тульской области России. С точки зрения административно-территориального устройства входит в состав Спас-Конинского сельского округа Алексинского района. С точки зрения муниципального устройства входит в состав муниципального образования город Алексин (до реформы 2014 года входила в состав сельского поселения Шелепинское Алексинского муниципального района).

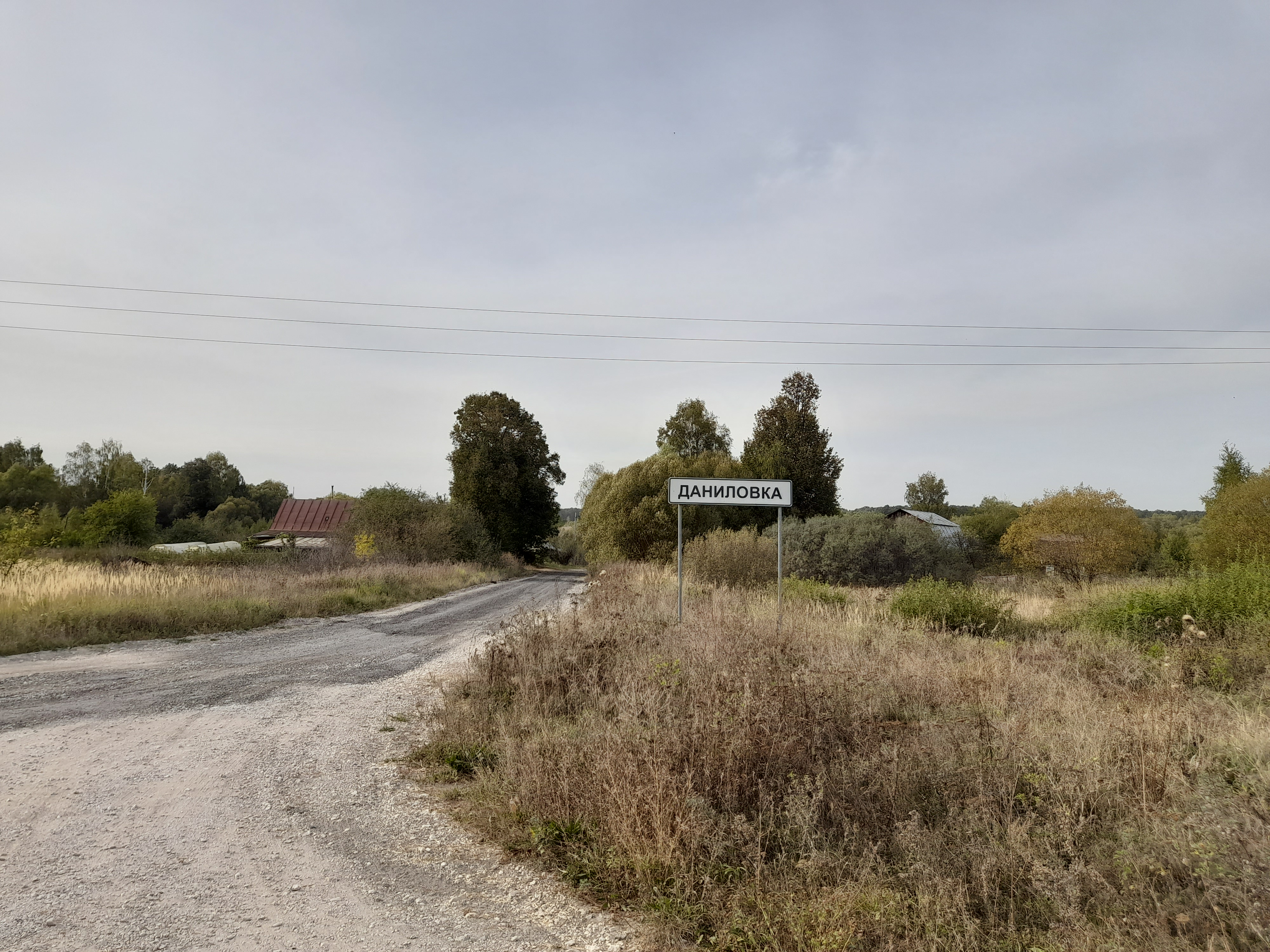
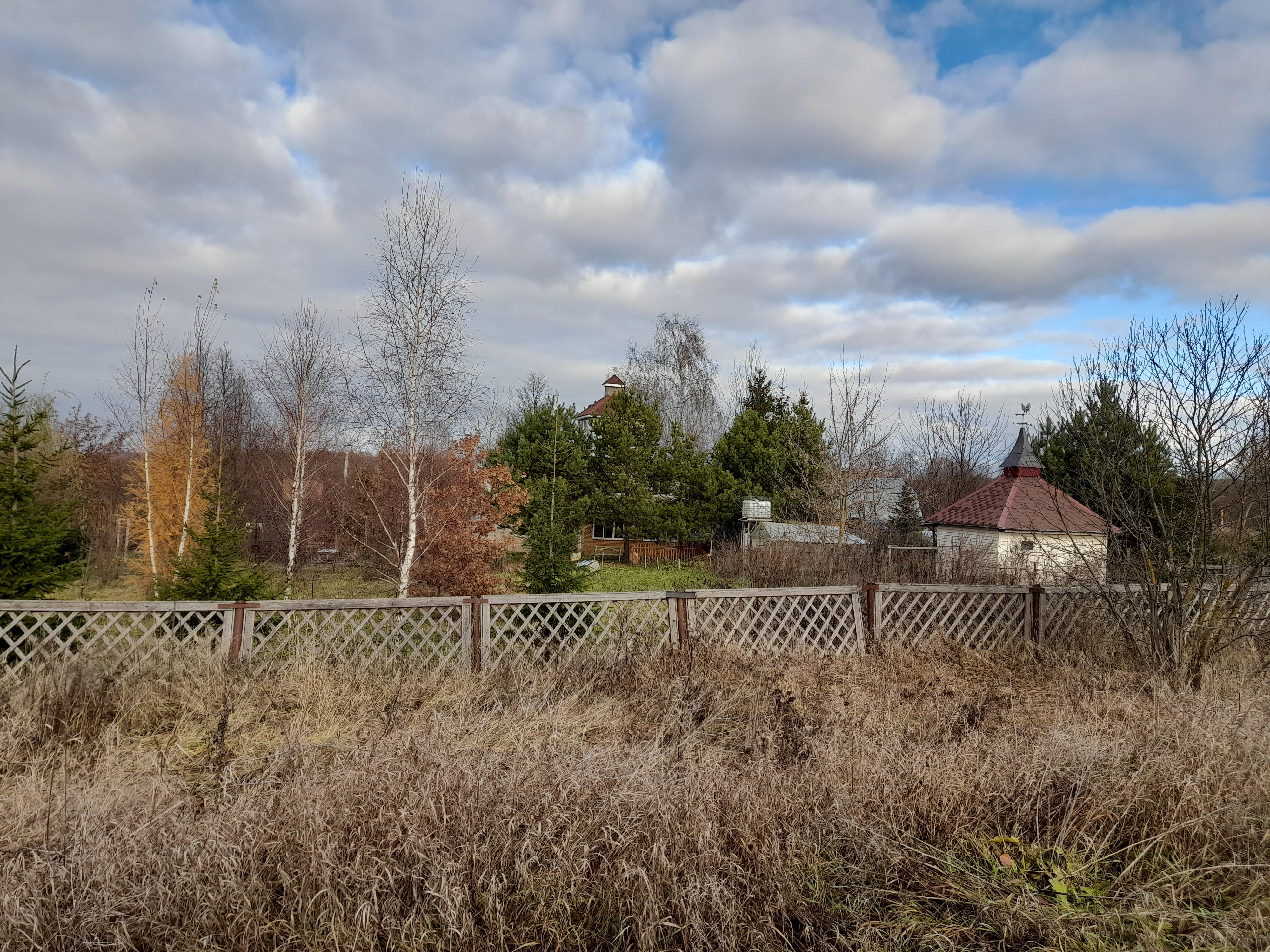
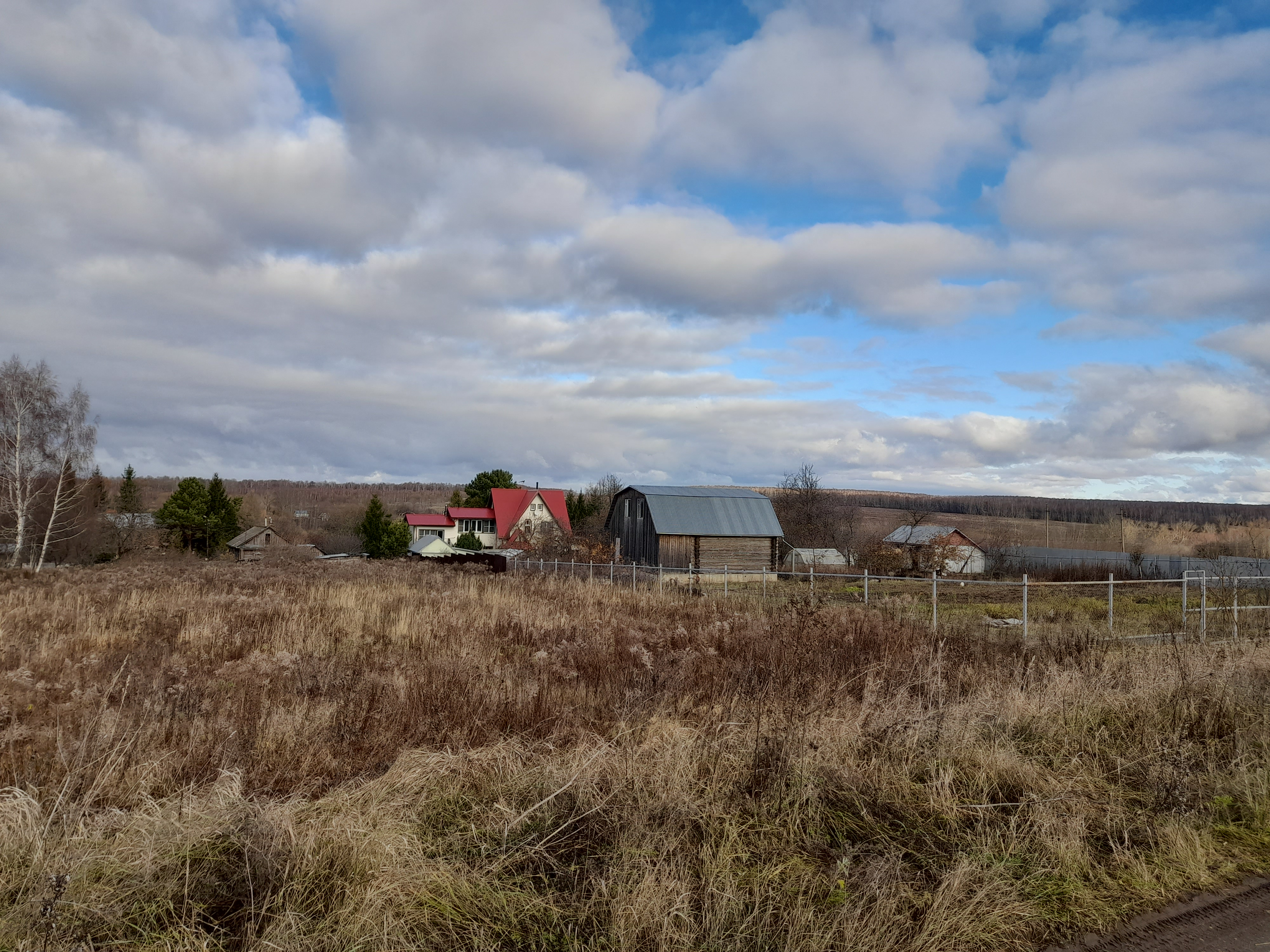
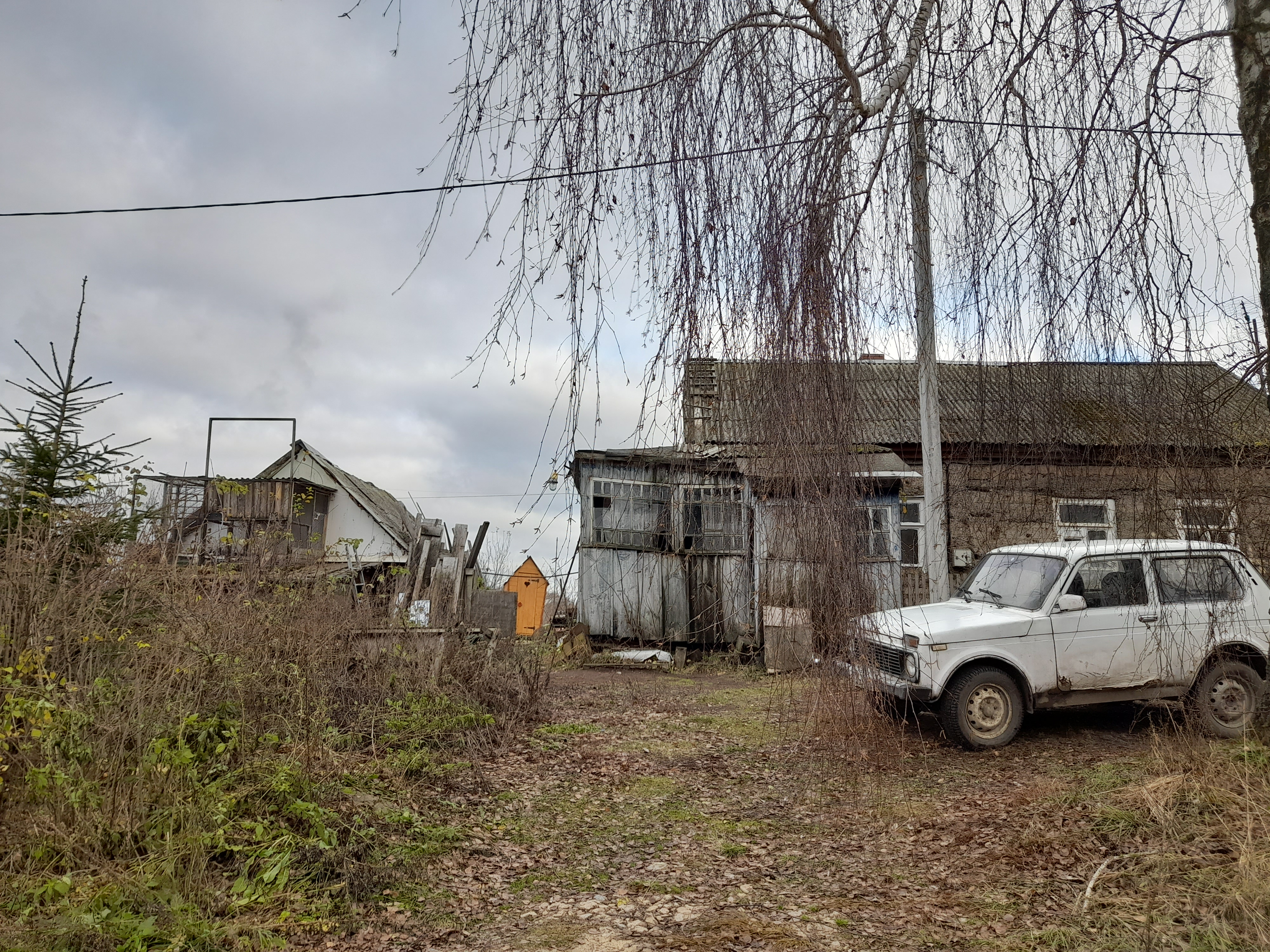
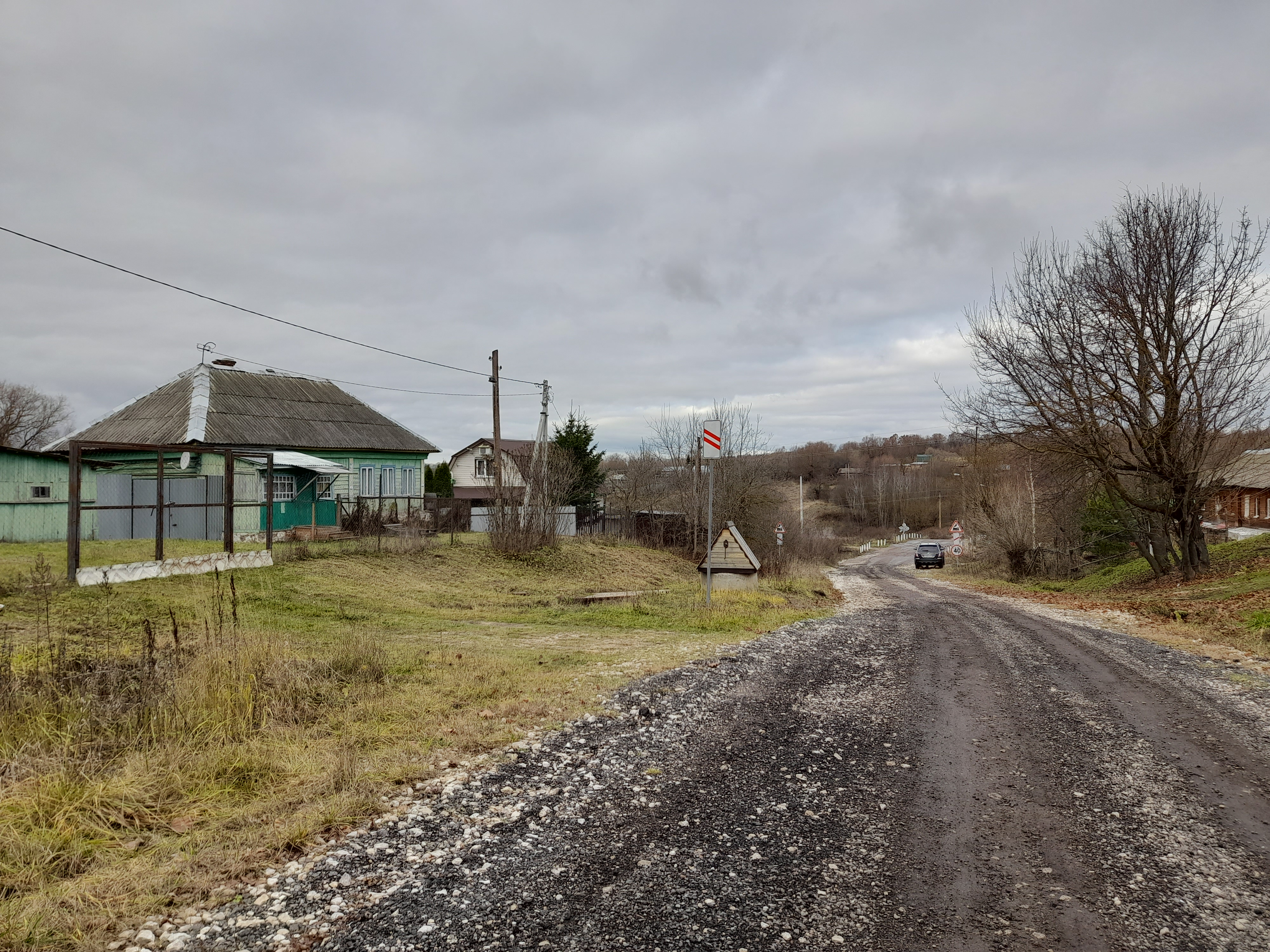
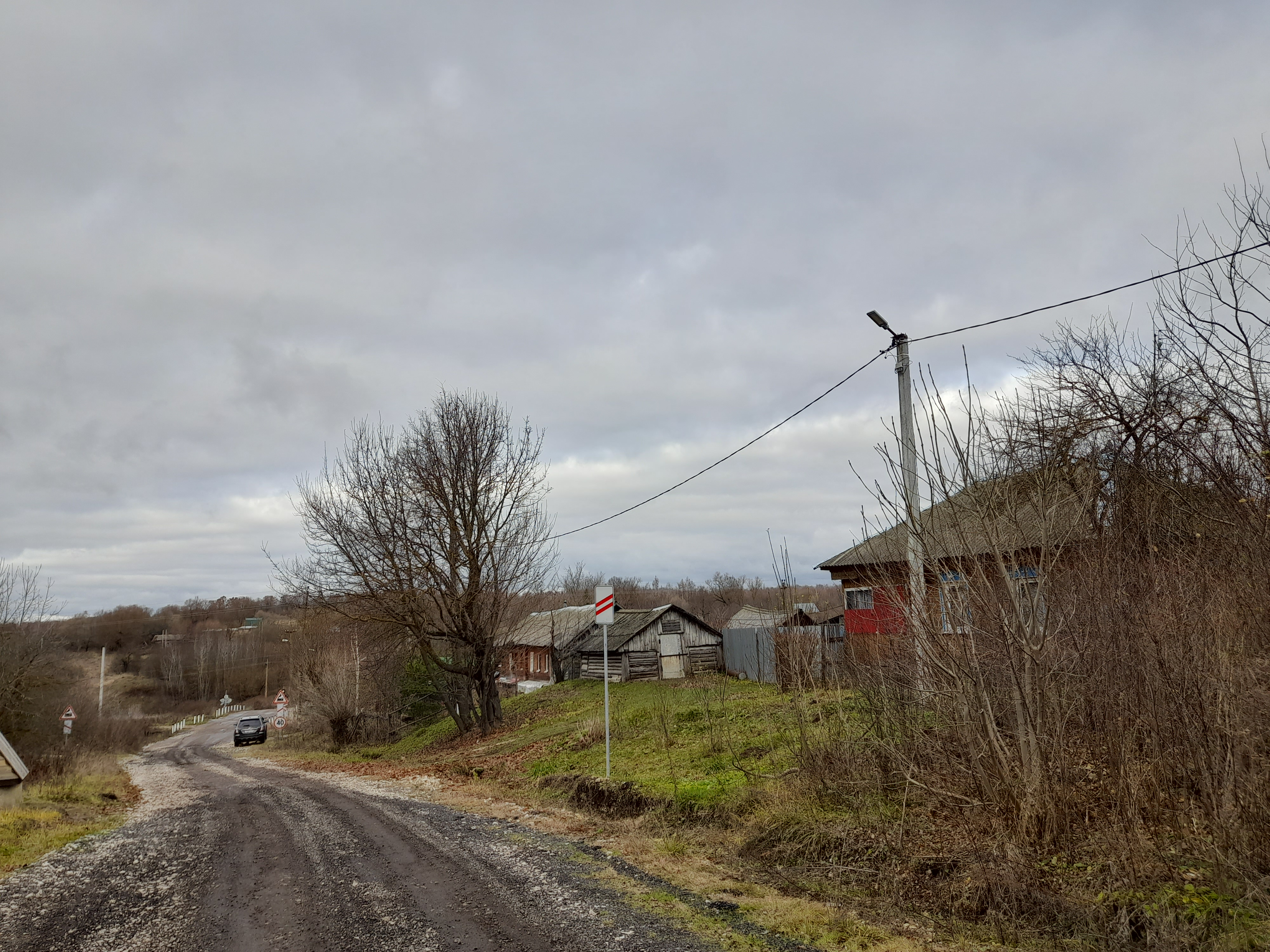
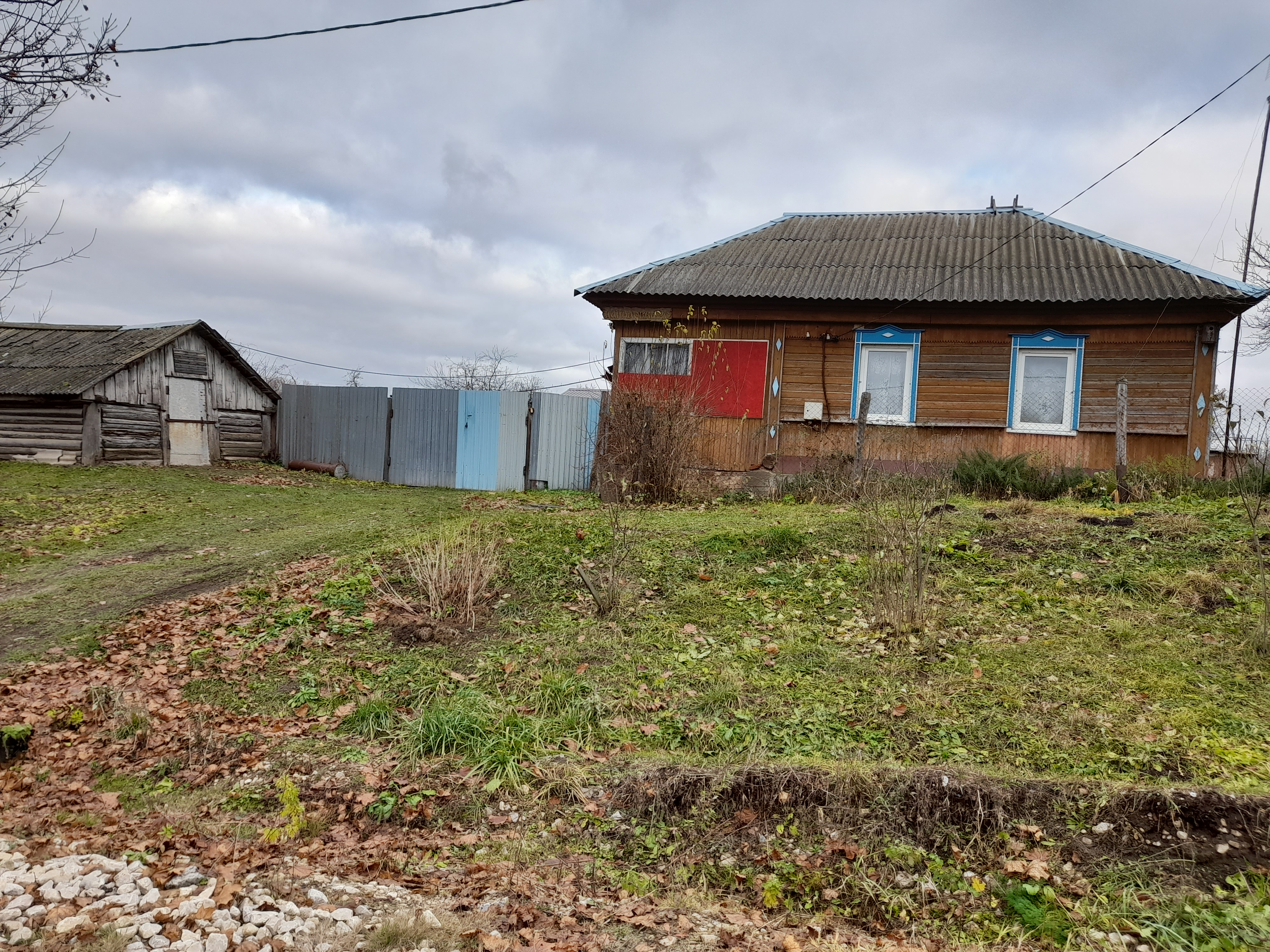
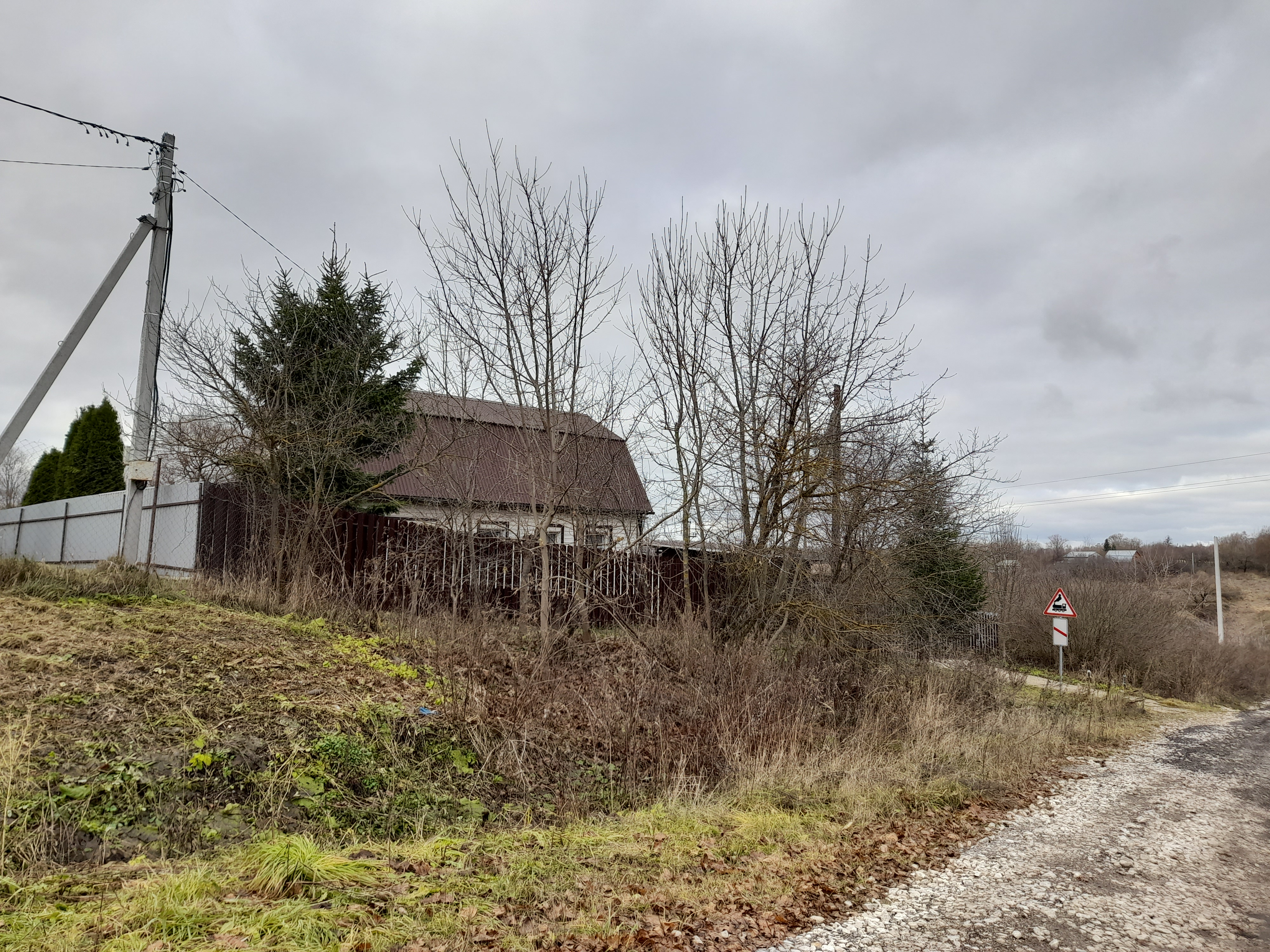
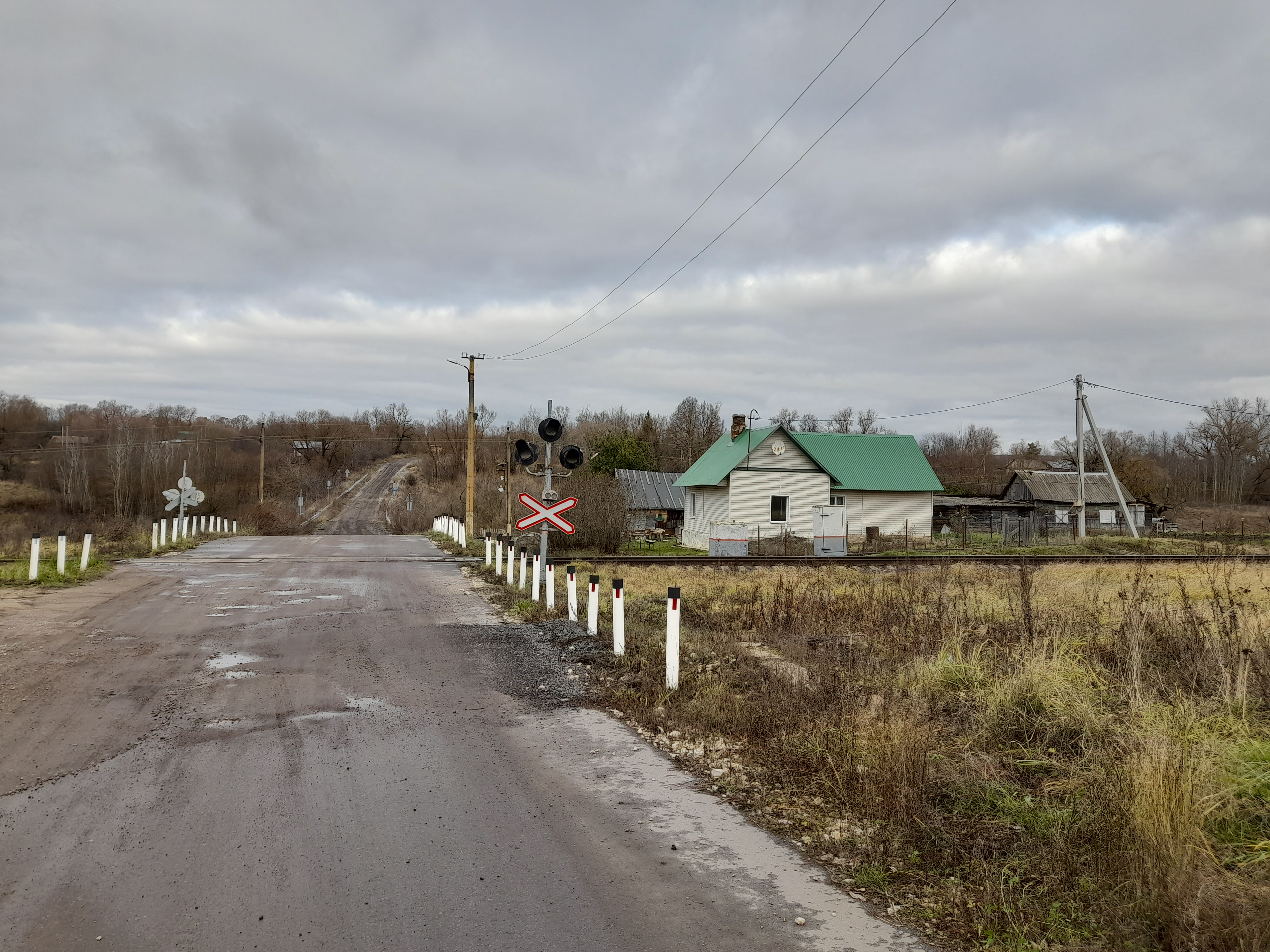
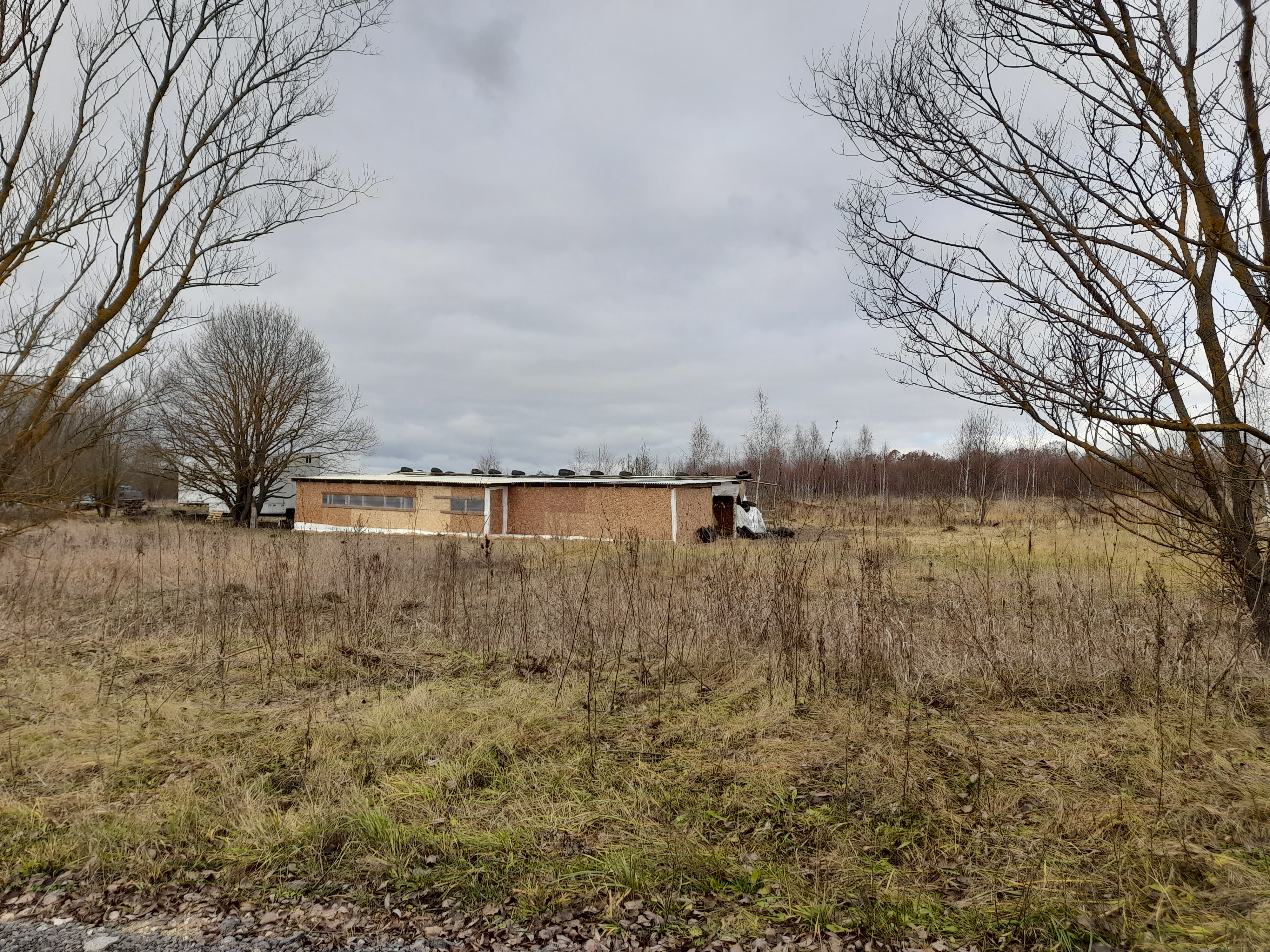
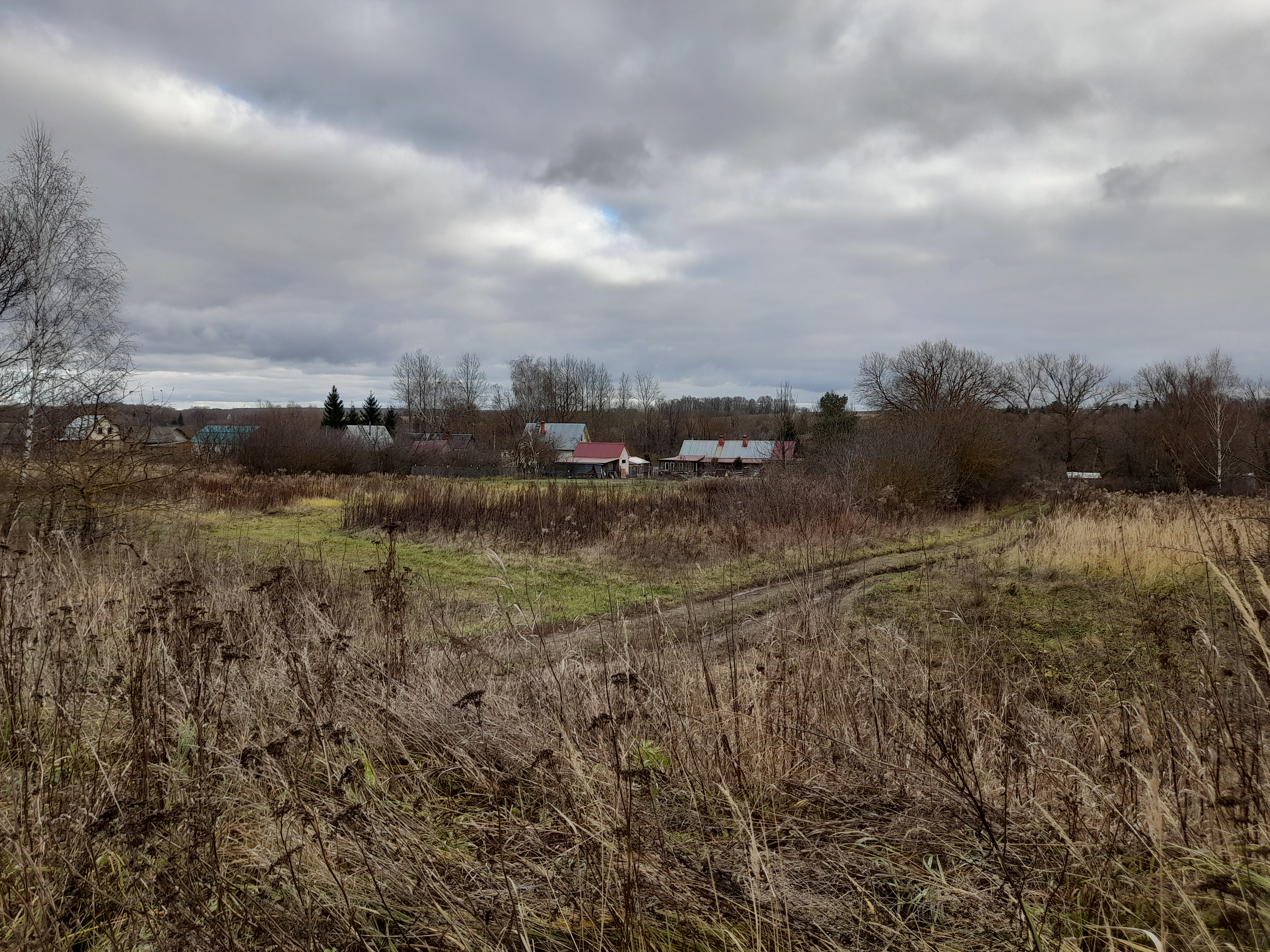
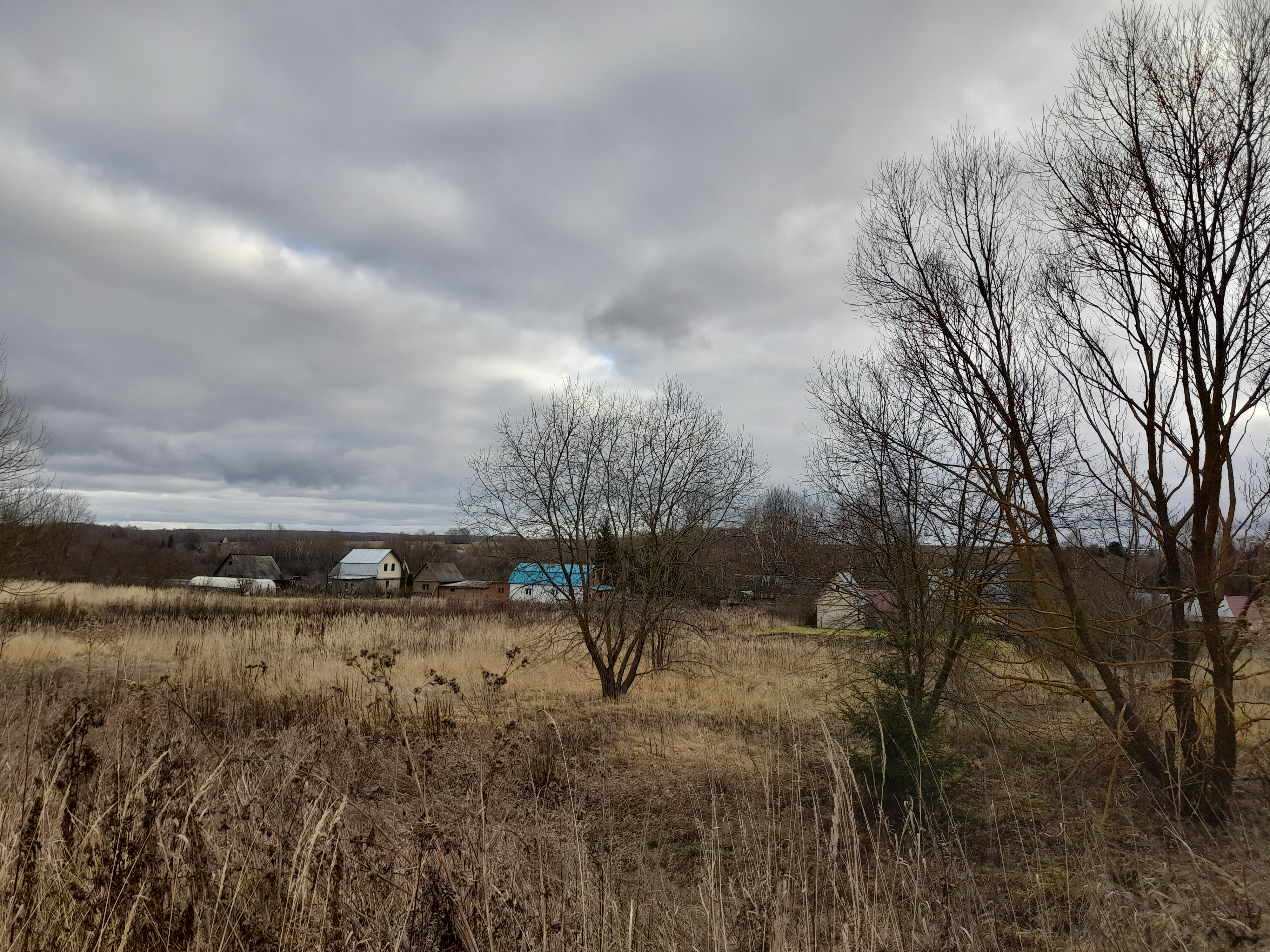
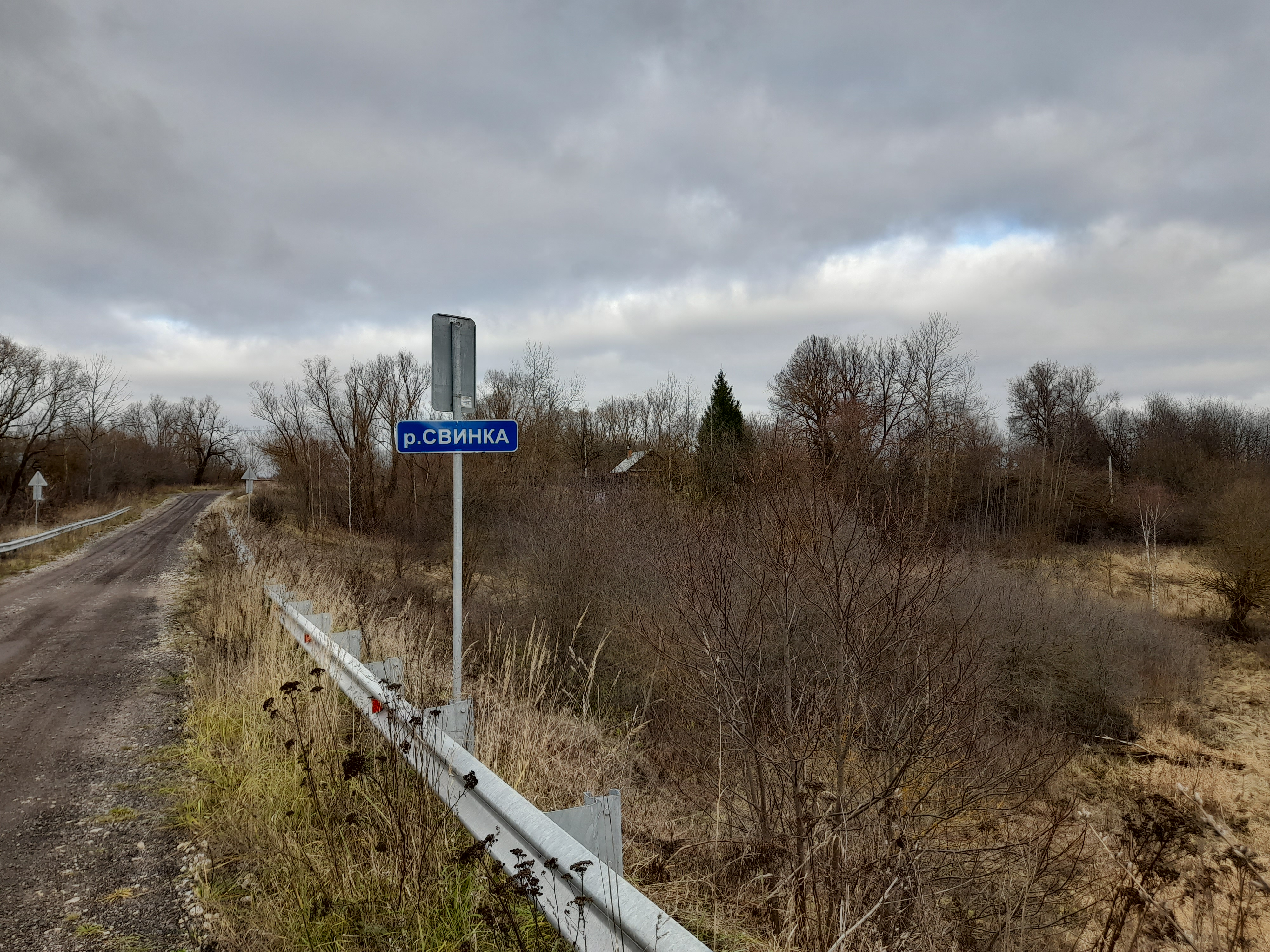
река  Свинка
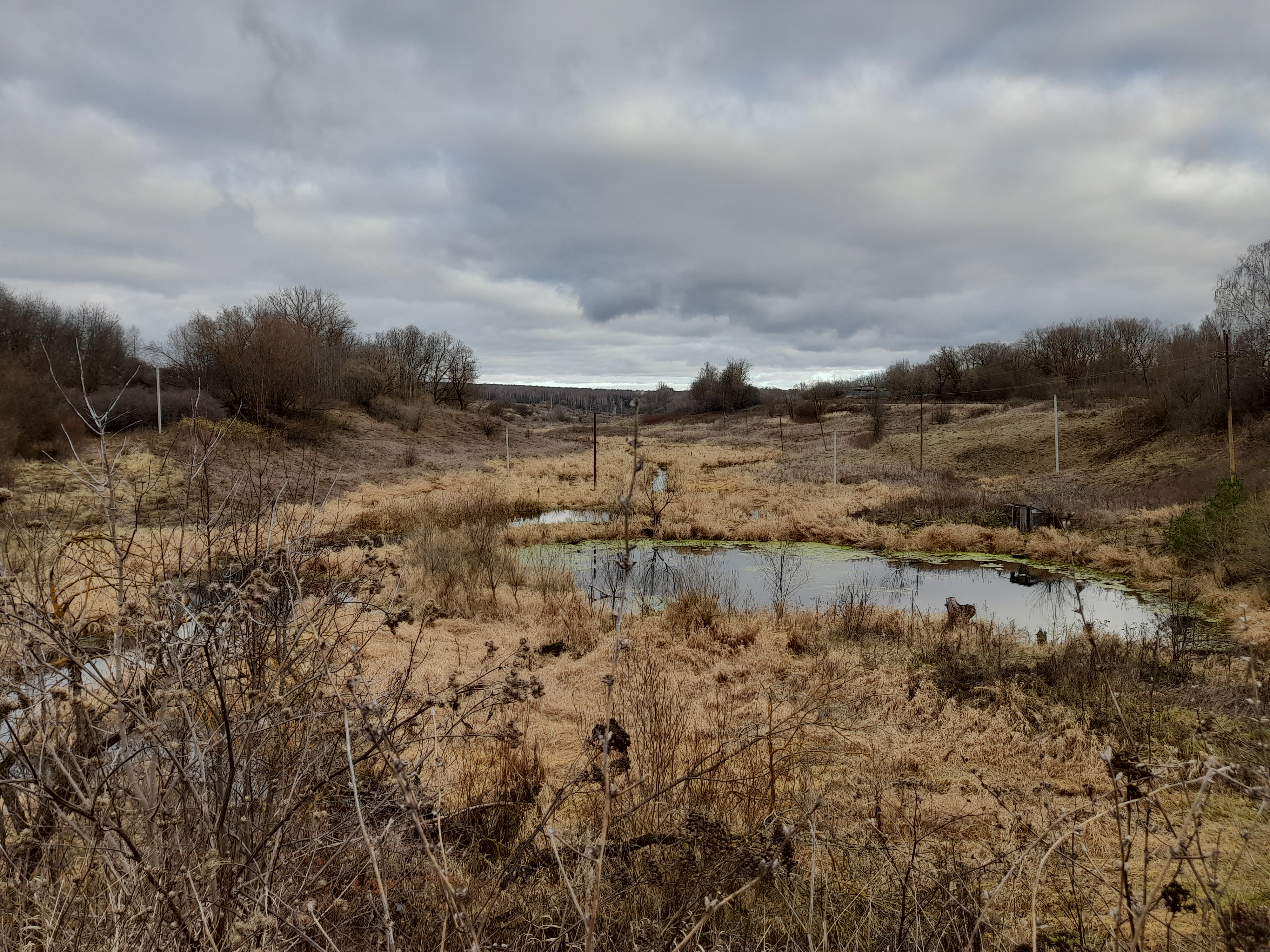
река Свинка

## Название
Изначально именовалось Даниловское.

## География
Деревня находится в северо-западной части Тульской области, в пределах северо-восточного склона Среднерусской возвышенности, в подзоне широколиственных лесов, при автодороге 70Н-002, на расстоянии примерно 8 километров (по прямой) к юго-востоку от города Алексина, административного центра округа.

### Климат
Климат характеризуется как умеренно континентальный, с ярко выраженными сезонами года. Средняя температура воздуха летнего периода — 16 — 20 °C (абсолютный максимум — 38 °С); зимнего периода — −5 — −12 °C (абсолютный минимум — −46 °С). Снежный покров держится в среднем 130—145 дней в году. Среднегодовое количество осадков — 650—730 мм.

## История

### Административно-территориальная принадлежность
До административных реформ 1709 г. деревня входила в Конинский стан Алексинского уезда.
С конца XVIII в. Даниловка относилась к Спас-Конинской волости Алексинского уезда.
До середины XIX в. в Даниловке существовал собственный церковный приход — Троицкая церковь. С 1840-х гг. Даниловка относилась к церковному приходу в соседнем с. Белолипки.

### Владельцы
- Дозорная книга 1614—1915 гг.: вдова Аграфена Федоровна Ладыженская с детьми (селение названо «Даниловское»)
- Писцовая книга 1628 г.: Даниловка (тогда называлось Даниловское) принадлежала вдове Аграфене Фёдоровне Ладыженской, а также её пасынку Фоме и сыну Осипу Федоровичу, вместе с соседним с. Белолипки[3]. Те же собственники засвидетельствованы у этих двух селений по переписной книге 1646 г.[4]. Белолипки в конце XVII в. были проданы другим владельцам.
- В писцовой книге 1685 г. и ревизиях 1709 г. и 1721 г. владелец Даниловки — стольник Фёдор Леонтьев сын Лопухин.
- В ревизии 1748 г. она принадлежит его сыну, Абраму Фёдоровичу Лопухину.
- По ревизии 1782 г. Даниловка и соседнее Шелепино принадлежали жене Абрама Фёдоровича, Анне Ивановне Лопухиной и её сыну Василию Абрамовичу[5].
- По ревизии 1811 г. Даниловка, Шелепино и Деево принадлежали Василию Абрамовичу Лопухину[6]
- по ревизии 1816 г. — ему же[7]
- по ревизии 1834 г. — Аврааму Васильевичу Лопухину
- по ревизиям 1850 и 1858 — князю Александру Михайловичу Хилкову.

## Население
| 2010 |
| ---- |
| 32   |

### Национальный состав
Согласно результатам переписи 2002 года, в национальной структуре населения русские составляли 100 % из 18 чел.

## Инфраструктура
Личное подсобное хозяйство с зоной сельскохозяйственного использования, индивидуальная застройка усадебного типа.

## Транспорт
Деревня доступна автотранспортом.
В 300 м к востоку от Даниловки расположена заброшенная ж.д. станция (ныне платформа) Рюриково.